# Belgie na Letních olympijských hrách 2004
Belgie se účastnila Letní olympiády 2004. Zastupovalo ji 50 sportovců (31 mužů a 19 žen) ve 14 sportech.

## Medailisté
| Medaile | Jméno                     | Sport      | Soutěž                          |
| ------- | ------------------------- | ---------- | ------------------------------- |
| Zlato   | Justine Henin-Hardenneová | Tenis      | Ženská dvouhra                  |
| Bronz   | Axel Merckx               | Cyklistika | Muži silniční závod jednotlivců |
| Bronz   | Ilse Heylenová            | Judo       | Ženy váha pololehká do 52 kg    |